# Eilert Dahl
Eilert Dahl (* 15. September 1919 in Oslo; † 3. November 2004 in Hønefoss) war ein norwegischer Skisportler, der im Skilanglauf und in der Nordischen Kombination aktiv war.

## Werdegang
Dahl, der für Fossekallen IL startete, gewann bei den Norwegischen Meisterschaften 1946 in Drammen, Mjøndalen und Alvdal Silber hinter Ottar Gjermundshaug im Einzel der Nordischen Kombination.
Zwei Jahre später bei den Olympischen Winterspielen 1948 in St. Moritz startete er in der Kombination sowie im Skilanglauf. Im Einzel über 18 km fuhr er als 27. der Weltspitze hinterher, zeigte aber in der Kombination sein Können und wurde am Ende Sechster.
Bei der Nordischen Skiweltmeisterschaft 1950 in Lake Placid gewann er gemeinsam mit Martin Stokken, Kristian Björn und Henry Hermansen in der 4x10km-Staffel im Skilanglauf die Bronzemedaille. 